# Carex atrosquama
Espèce
Classification phylogénétique
Carex atrosquama est une espèce de plantes du genre Carex et de la famille des Cyperaceae.